# Скварне
Скварне (пол. Skwarne) — село в Польщі, у гміні Цеґлув Мінського повіту Мазовецького воєводства.
Населення — 130 осіб (2011).
У 1975-1998 роках село належало до Седлецького воєводства.

## Демографія
Демографічна структура станом на 31 березня 2011 року:
|          | Загалом | Допрацездатний вік | Працездатний вік | Постпрацездатний вік |
| -------- | ------- | ------------------ | ---------------- | -------------------- |
| Чоловіки | 60      | 10                 | 38               | 12                   |
| Жінки    | 70      | 16                 | 35               | 19                   |
| Разом    | 130     | 26                 | 73               | 31                   |